# 阿拉图伊皮
阿拉图伊皮是巴西巴伊亚州的一个市镇。总面积177.15平方公里，总人口8483人，人口密度47.9人/平方公里。